# Франкенау-Унтерпуллендорф
Франкенау-Унтерпуллендорф (нем. Frankenau-Unterpullendorf) — посёлок (нем. Gemeinde) в Австрии, в федеральной земле Бургенланд. 
Входит в состав округа Оберпуллендорф.  Население составляет около 1,1 тысячи человек. Занимает площадь 29,95 км². Официальный код  —  10803.

## Политическая ситуация
Бургомистр коммуны — Антон Блацофих (АНП) по результатам выборов 2007 года.
Совет представителей коммуны (нем. Gemeinderat) состоит из 19 мест.
- АНП занимает 10 мест.
- СДПА занимает 8 мест.
- Зелёные занимают 1 место.